# Gouvernement Morozov
Sanakoïev Boulatsev
Le gouvernement Morozov est le gouvernement de l'Ossétie du Sud du 4 juillet 2005 au 22 octobre 2008. 
Il est dirigé par le Premier ministre, Iouri Morozov, et composé de 15 ministres.

## Historique
Le 5 juillet 2005, Iouri Morozov est nommé Premier ministre d'Ossétie du Sud après l'approbation de sa candidature par 23 députés sur 24. Il succède ainsi à Zourab Kokoïev qui assurait l'intérim depuis le limogeage d'Igor Sanakoïev.
Le gouvernement est limogé le 17 août 2008 au lendemain de la fin de la guerre russo-géorgienne.

## Composition
| Portefeuille                                       | Nom | Nom                                                            | Parti        |
| -------------------------------------------------- | --- | -------------------------------------------------------------- | ------------ |
| Premier ministre                                   |     | Iouri Morozov (jusqu'au 18/08/2008) Boris Tchotchiev (intérim) | Indépendant  |
| Vice-Premier ministre                              |     | Boris Tchotchiev                                               | Indépendant  |
| Ministre de la Défense                             |     | Anatoly Konstantinovich Barankevich                            | Indépendant  |
| Ministre de la Justice                             |     | Merab Ilyich Chigoev                                           | Indépendant  |
| Ministre du Développement économique               |     | Rodion Inalovich Dzhussoev                                     | Indépendant  |
| Ministre de l'Éducation et des Sciences            |     | Alla Alekseevna Dzhioeva                                       | Indépendante |
| Ministre de la Culture                             |     | Konstantin Petrovich Pukhaev                                   | Indépendant  |
| Ministre de la Justice                             |     | Lalieva Zaline Yurievna                                        | Indépendante |
| Ministre des Affaires étrangères                   |     | Murat Kuzmich Dzhioev                                          | Indépendant  |
| Ministre de l'Intérieur                            |     | Mikhail Mindzayev Mayramovich                                  | Indépendant  |
| Ministre de l'Agriculture                          |     | Aleksandr Ilyich Pukhaev                                       | Indépendant  |
| Ministre de la Santé et du Développement social    |     | Dzhemal Vahtangovich Dzhigkaev                                 | Indépendant  |
| Ministre des Finances                              |     | Aza Konstantinovna Khabalova                                   | Indépendante |
| Ministre de la Jeunesse, des Sports et du Tourisme |     | Rufin Burdimovich Dzhioev                                      | Indépendant  |
| Ministre des Ressources naturelles                 |     | Atarbeg Ismailovich Tedeyev                                    | Indépendante |
| Ministre des Transports et des Infrastructures     |     | Rudolf Andreevich Chovrebov                                    | Indépendant  |